# Jenő Szűcs
Jenő Szűcs (Debrecin, 13. srpnja 1928. – Leányfalu, 24. studenog 1988.) bio je mađarski povjesničar koji je u svojim istraživanjima uglavnom bio usredotočen na europske regije i razvoj Europe te kako su istočne i zapadne europske regije kasnije utjecale jedna na drugu do svog konačnog modernog oblika.